# Lundskål
Lundskål (Peziza howsei) är en svampart som beskrevs av Roze & Boud. 1879. Peziza howsei ingår i släktet Peziza och familjen Pezizaceae.  Arten är reproducerande i Sverige. Inga underarter finns listade i Catalogue of Life.
I den svenska databasen Dyntaxa används istället namnet Peziza emileia för samma taxon.  Arten är reproducerande i Sverige.